# Altötting
Altötting (Ausspracheⓘ, bairisch: Oideding)  ist die Kreisstadt des gleichnamigen Landkreises im Regierungsbezirk Oberbayern und liegt etwa 90 Kilometer östlich von München. Überregionale Bedeutung erfährt die Stadt als Wallfahrtsort mit Gnadenkapelle.
Altötting gehört zur Tourismusregion Inn-Salzach.

## Geografie

### Lage
Die Stadt hat sich am Mörnbach auf einer ausgedehnten Hochschotterterrasse gebildet. Diese wurde durch die Abflüsse des Inn-Gletschers über Jahrtausende hinweg aufgeschichtet. Drei Kilometer gegen Norden entfernt ist der Fluss Inn, und zwei Kilometer südlich zieht in gleicher Richtung mit dem Strom ein gewaltiger Moränenschuttwall, die Kastler Höhen. Seit der Eingemeindung der Gemeinde Raitenhart liegt ein Stück des Inn mit rund drei Kilometern Länge im Gebiet der Stadt Altötting.

### Gemeindegliederung
Die Stadtgemeinde hat 40 Gemeindeteile:
- Aicher
- Aigner
- Altötting
- Auffang
- Baumanngütl
- Beck
- Berrgütl
- Brandmaiergütl
- Dürschl
- Feldhütter
- Geisberg
- Giglhub
- Graming
- Harrer a.Holz
- Hilger
- Holzaich
- Klausen
- Kraft
- Kronzagl
- Lehner
- Loder
- Loha
- Marienfeld
- Oberholzhausen
- Oberschlottham
- Pichl
- Rechlgütl
- Schmalgütl
- Schmidhub
- Schmied i.Lindach
- Schneideraich
- Schneiderwimm
- Schneidlehen
- Seidlgütl
- Stadel
- Staudham
- Unterholzhausen
- Unterschlottham
- Wallner a.d.Osterwies
- Wasserwimm

## Geschichte

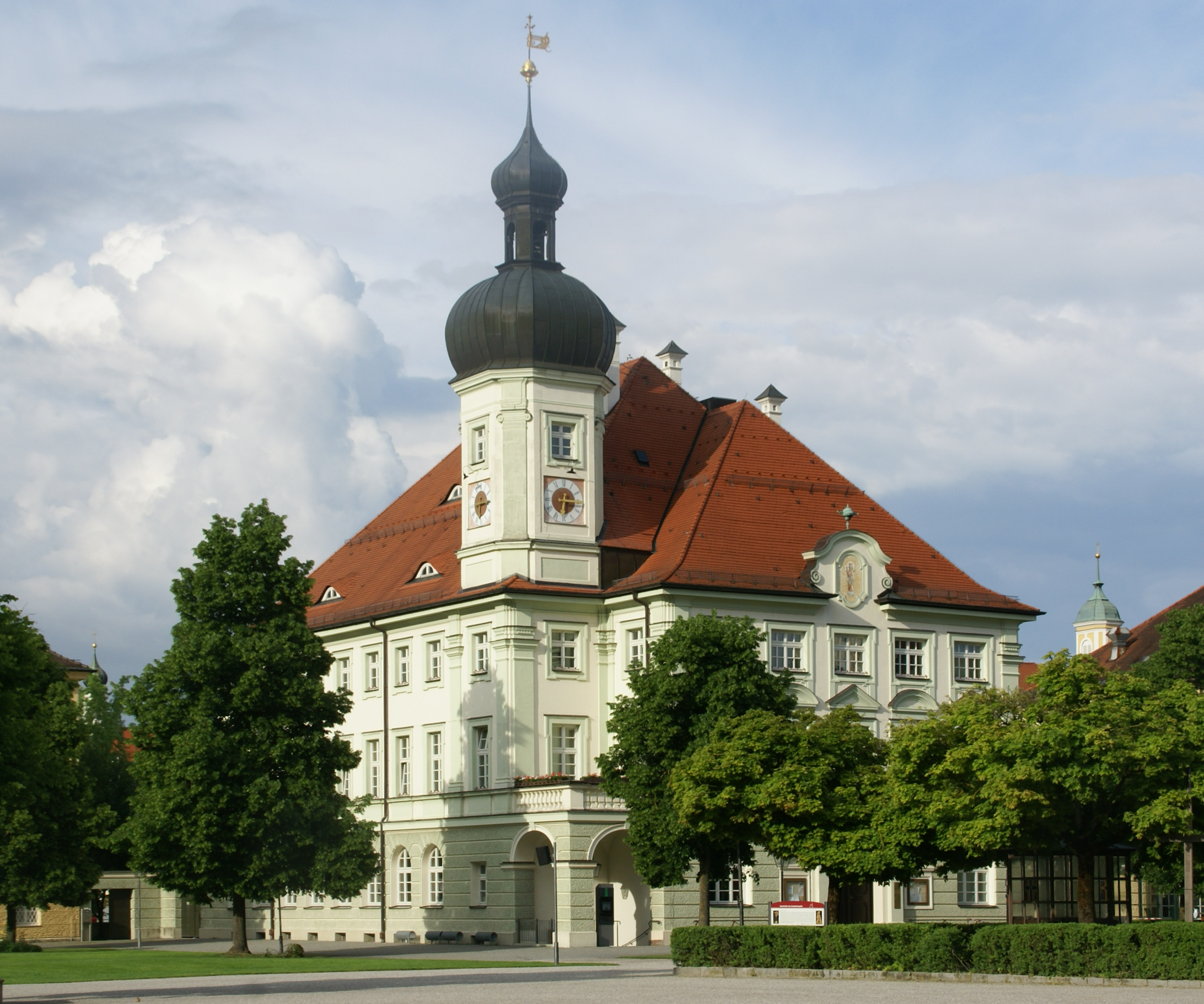
Das 1908 erbaute Rathaus

### Kelten, Römer, Bajuwaren

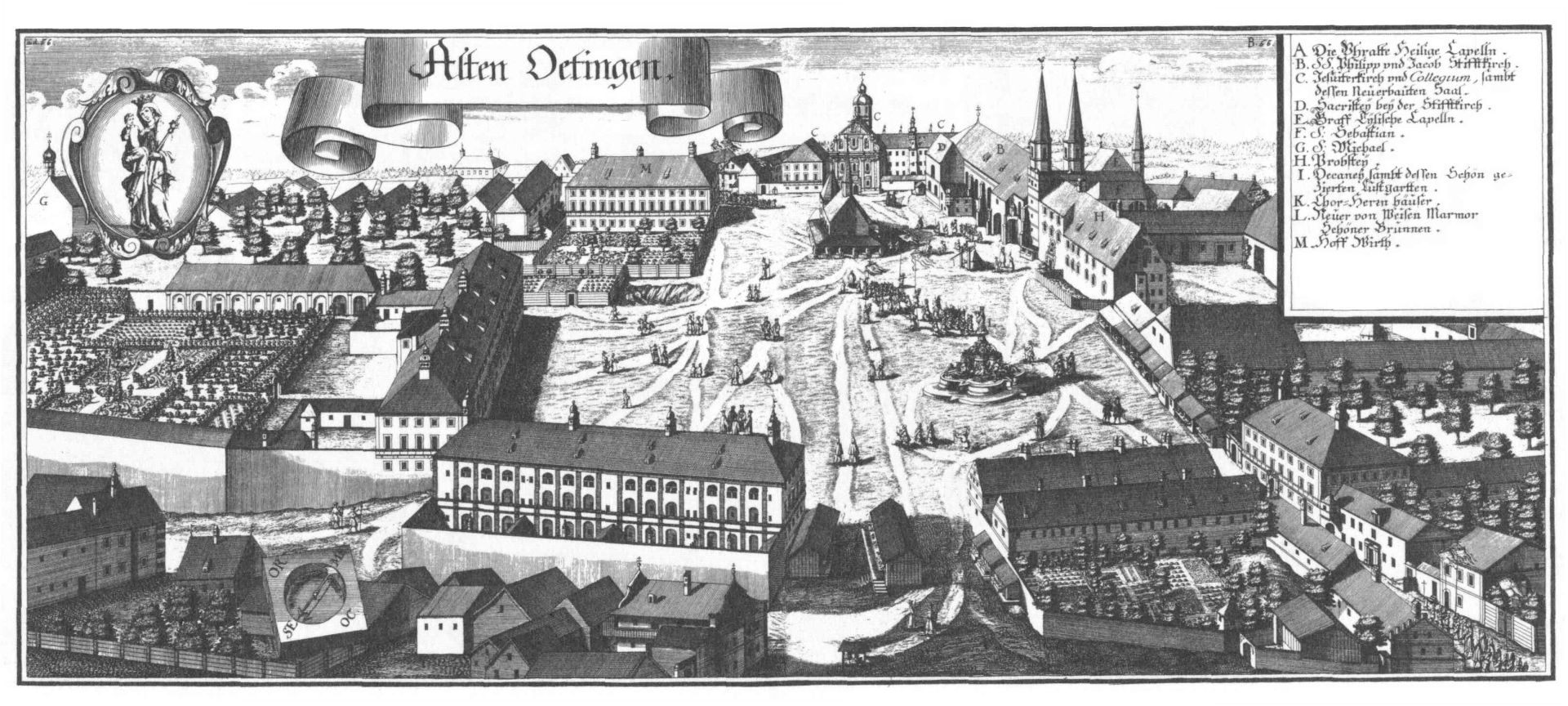
Panoramabild zum Markt Altötting nach einem Kupferstich von Michael Wening von 1721

Anfänge einer Siedlung lassen sich durch Funde in die Zeit der Urnenfelderkultur (ca. 1250 bis 750 v. Chr.) einordnen, wobei für die Anlage der Siedlung das umliegende Weidegebiet, die fischreichen Gewässer und der angrenzende Wald mit seinen Jagdmöglichkeiten die wichtigsten Voraussetzungen bildeten. Die Grabfunde der Urnenfelderzeit im Norden der Stadt und die bajuwarischen Reihengräber im Süden begrenzen einen Platz, der sich im Laufe eines Jahrtausends weniger durch seine Siedlungskontinuität als vielmehr durch seine Bedeutung als möglicher Kultort auszeichnet. Die fast quadratische Form des alten Kapellplatzes mit seiner hölzernen Umfriedung und die in der Mitte stehende Linde verweisen entweder auf eine Keltenschanze mit Kultbedeutung oder auf einen altgermanischen Dingplatz als Versammlungsort und Gerichtsstätte.
Neben dieser Kultgewichtigkeit wuchs aber auch die wirtschaftliche Bedeutung mit dem Ausbau der Salzausfuhr aus Hallein und Reichenhall in der Keltenzeit und der Anlage eines Kunststraßennetzes durch die Römer. Die Nähe zum alten Innübergang bei Ehring-Töging und zum dortigen Kreuzungspunkt der Verbindungsstraßen Juvavum (Salzburg) – Castra Regina (Regensburg) und Augusta Vindelicum (Augsburg) Ovilava (Wels) bzw. Batavis (Passau) rückte den alten Kultort mit seiner bescheidenen Siedlung auch immer mehr in das Blickfeld strategisch-militärischer Überlegungen. Diese Entwicklung, verbunden mit der geographischen Lage genau in der Mitte des sich ausbildenden agilolfingischen Herzogtums in Altbayern, führte zur ersten urkundlichen Erwähnung von Ötting als »villa publica« im Jahre 748 mit der Bezeichnung »Autingas«.

### Mittelalter

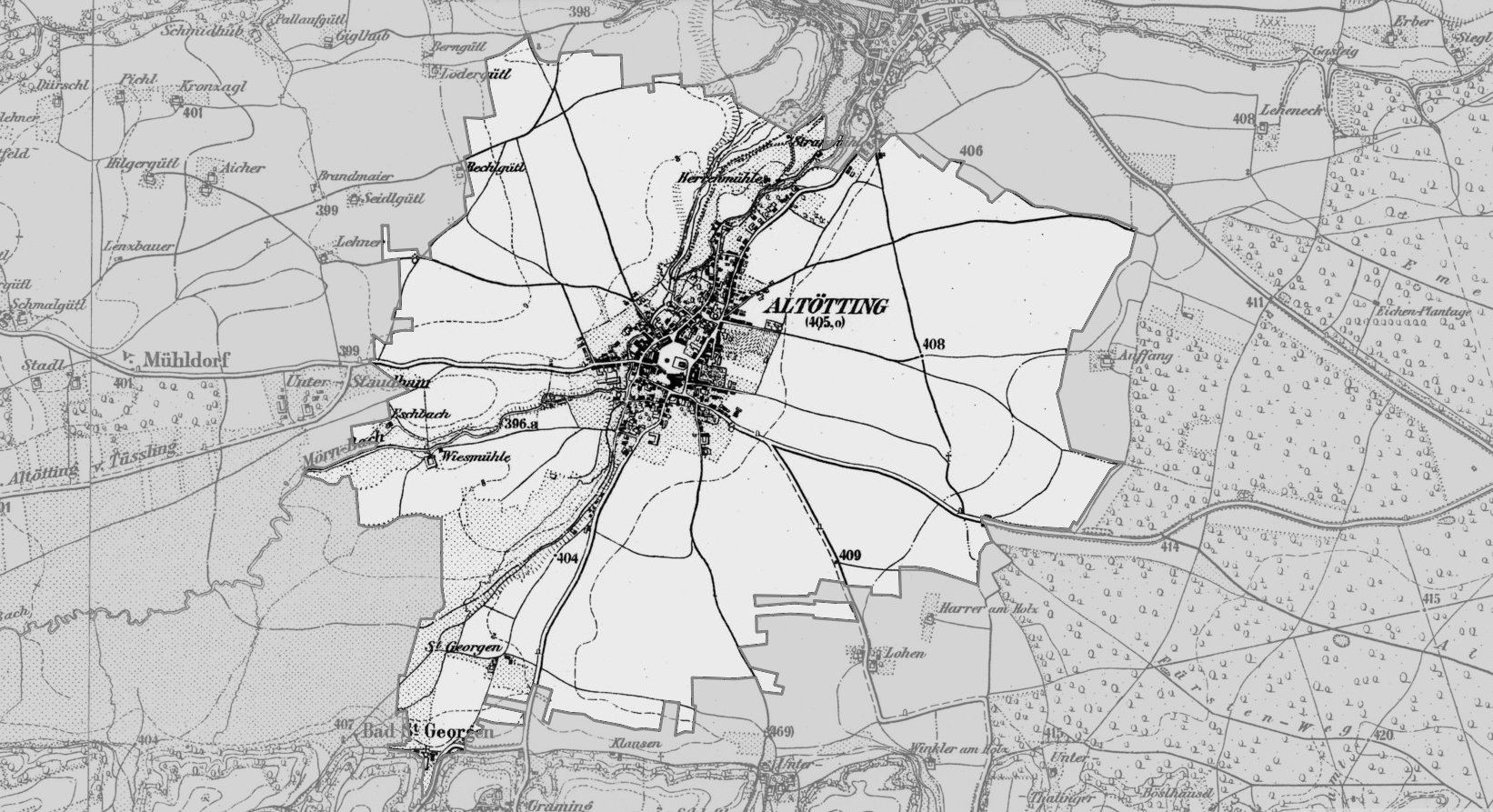
Umfang und Grenzen der Stadt Altötting um 1900

Im frühen Mittelalter erschien „Autingas“ als Bezeichnung für die heutige Stadt. Erst seit der Gründung Neuöttings (wohl im Jahr 1224) verwendet man die Bezeichnung Altötting. Bereits 748 war der Ort eine Pfalz der Agilolfinger, Herzöge von Bayern. Vierzig Jahre später wurde Altötting karolingische Königspfalz. Aus dieser Zeit stammt vermutlich auch der älteste Bau der heutigen Wallfahrtskirche. In den Jahren 876/877 stiftete König Karlmann ein Kloster in Altötting, in dem er auch begraben wurde. 907 wurden Ort und Pfalz, Stift und Basilika durch den Ungarnsturm verwüstet. Nur das Oktogon der Taufkapelle überstand die Zerstörung. Im Jahr 1228 wurde das Chorherrenstift durch den Wittelsbacher-Herzog Ludwig der Kelheimer wieder errichtet, das spätere Kollegiatstift Altötting. Als Anfang des 13. Jahrhunderts die Salzstraße von Venedig nach Nürnberg und stetig immer mehr an den Inn verlegt wurde, verliehen die Wittelsbacher Neuötting Stadt- und Münzrechte. 1489 gibt es Berichte von zwei aufsehenerregenden Heilungswundern, die die Wallfahrt nach Altötting begründeten. Zwischen 1499 und 1511 entstand an der Stelle der romanischen die heutige gotische Stiftkirche. Altötting wurde zu einem der bedeutendsten Pilgerziele seiner Zeit. Politisch war der Ort Hofmark des Stifts ohne eigenständige Selbstverwaltung. Sitz des wittelsbachischen Pfleggerichts war Neuötting.

### Neuzeit
Mit dem Ende des zweiten Chorherrenstiftes in der Säkularisation von 1803 wurde Altötting zur einfachen Ruralgemeinde (Gemeindeedikt von 1818). 1845 wurde Altötting zum Markt erhoben, 1898 erfolgte die Erhebung zur Stadt. Der Eisenbahnanschluss durch die Bahnstrecke Mühldorf–Burghausen 1897 führte in der ersten Hälfte des 20. Jahrhunderts zu einer Belebung der Wallfahrt und des damit verbundenen Fremdenverkehrs. Mit der Selig- und Heiligsprechung des Altöttinger Kapuziner-Pfortenbruders Konrad von Parzham 1930 und 1934 bekam Altötting neben der Gnadenkapelle ein zweites viel besuchtes Pilgerziel. Kurz vor Ende des Zweiten Weltkriegs kam es zu den „Bürgermorden von Altötting“. Am 28. April 1945 erschoss ein SS-Kommando im Hof des damaligen Landratsamtes fünf Altöttinger Bürger, die ihre Heimatstadt von der NS-Herrschaft zu befreien versuchten, um damit eine Zerstörung durch die heranrückenden US-Truppen zu verhindern. Nach dem Krieg wurde am Ort der Hinrichtung eine Gedenkstätte für die Opfer errichtet, die zwischenzeitlich zu einer kleinen Kapelle ausgebaut wurde.

### Eingemeindungen
Im Zuge der Gebietsreform in Bayern wurden am 1. Oktober 1971 Teile der bis dahin selbstständigen Gemeinde Unterburgkirchen in Altötting eingemeindet, am 1. Januar 1972 erfolgte die Eingemeindung von Raitenhart. Am 1. Januar 1978 wurde ein kleineres Gebiet der Gemeinde Kastl nach Altötting umgegliedert.

### Einwohnerentwicklung
Zwischen 1988 und 2018 wuchs die Stadt von 10.806 auf 12.969 um 2.163 Einwohner bzw. um 20 %.

## Religionen

### Evangelisch-Lutherische Kirche
In der Eichendorffstraße befindet sich die Kirche „Zum Guten Hirten“, die zur Evangelisch-Lutherischen Kirche in Bayern gehört.

### Römisch-Katholische Kirche
Der bayrische Marienwallfahrtsort Altötting ist in Sachen Katholizismus nur Mittelmaß: 53,4 % der Einwohner sind katholisch. Das ist bayernweit Platz 1.288 von 2.056.

#### Die Gnadenkapelle

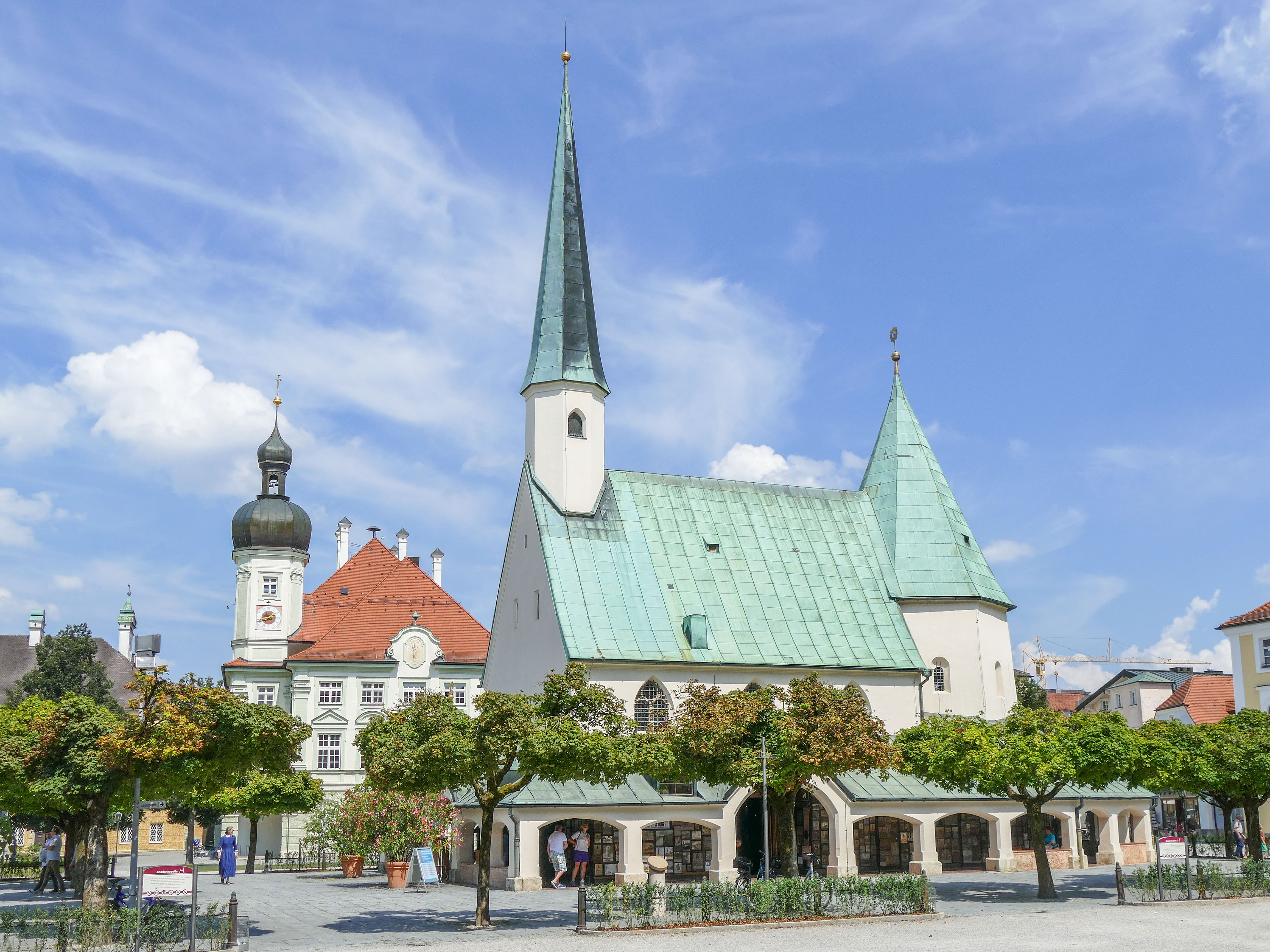
Kapellplatz mit der Gnadenkapelle, links im Hintergrund das Rathaus

Die römisch-katholische Altöttinger Gnadenkapelle mit dem altverehrten Gnadenbild der Schwarzen Muttergottes gehört zu den meistbesuchten Wallfahrtsstätten Deutschlands und Europas. Im Innern der Gnadenkapelle werden die Herzen bayerischer Herrscher verwahrt.

#### Bischöfliche Administratoren
- 1930–1945: Msgr. Adalbert Vogl
- 1946–1956: Ludwig Eisenreich Päpstl. Geheimkämmerer
- 1956–1991: Prälat DDr. Robert Bauer
- 1992–2008: Prälat Alois Furtner
- 2008–2014: Prälat Ludwig Limbrunner
- 2014–2020: Prälat Günther Mandl
- seit 2020: Prälat Klaus Metzl

#### Papstbesuche
Als bedeutender Wallfahrtsort wurde Altötting von den Päpsten Pius VI. 1782, Johannes Paul II. 1980 und Benedikt XVI. 2006 besucht. Der im elf Kilometer von Altötting entfernten Marktl geborene Papst Benedikt XVI. ließ der Stadt 2008 durch den Kölner Erzbischof Joachim Kardinal Meisner als Kardinallegaten eine der höchsten päpstlichen Auszeichnungen, die Goldene Rose, überbringen.

#### Ausgeschilderte Pilgerwege
Altötting bildet das Zentrum eines Pilgerwegenetzes mit dem Jakobsweg Böhmen–Bayern–Tirol von Krumau an der Moldau über Passau und Altötting innaufwärts nach Kufstein, dem St. Rupert-Pilgerweg von Altötting auf den Spuren des heiligen Missionsbischofs durch den Rupertiwinkel nach Salzburg und Bischofshofen im Pongau und dem Wolfgangweg von Regensburg über Altötting und das Innviertel nach St. Wolfgang im Salzkammergut. Eine regionale Besonderheit ist der im Jahr 2005 eröffnete Benediktweg. Der Radwander-Rundweg verbindet auf einer Länge von ca. 250 Kilometern die Stätten der Kindheit und Jugend von Joseph Ratzinger und führt durch die Voralpenlandschaft zwischen Inn und Salzach. Ausgangs- und Zielpunkt ist die Papstlinde in Altötting.

## Politik

### Stadtrat

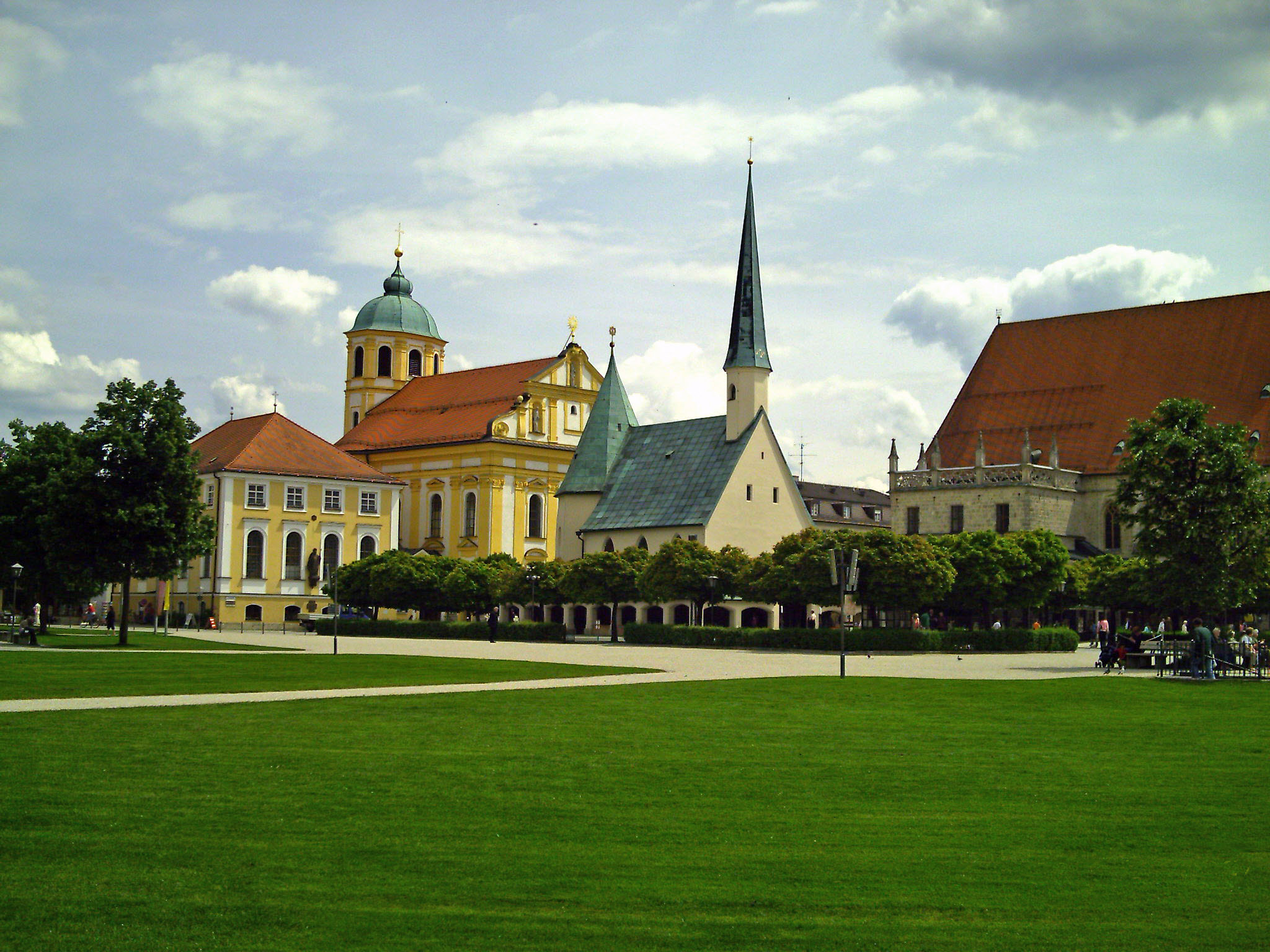
Gnadenkapelle, St. Magdalena und Kongregationssaal

Der Stadtrat setzt sich aus dem Ersten Bürgermeister und 24 Stadträten zusammen. Die Kommunalwahlen in Bayern 2020 führten in Altötting bei einer Wahlbeteiligung von 49,3 % zu folgendem Ergebnis:
| Wahl des Stadtrats Altötting 2020Wahlbeteiligung 49,3 % 50403020100 43,120,712,111,96,85,5n. k.n. k. CSUFWSPDDLdAfDÖDPREPFDPGewinne und Verlusteim Vergleich zu 2014 %p 12 10 8 6 4 2 0 −2 −4 −6 −8−10−3,3−8,6−3,9+11,9+6,8+5,5−5,1−3,2CSUFWSPDDLAfDÖDPREPFDPAnmerkungen:d Die Liste | Sitzverteilung im Stadtrat Altötting seit 2020Insgesamt 24 Sitze - SPD: 3 - ÖDP: 1 - DL: 3 - FW: 5 - CSU: 10 - AfD: 2 |

### Bürgermeister
Seit 1. Mai 2020 ist Stephan Antwerpen (CSU) Erster Bürgermeister; dieser wurde am 15. März 2020 bei zwei Mitbewerbern mit 71,4 % gewählt. Sein Vorgänger war vom 1. Mai 1995 bis 30. April 2020 Herbert Hofauer (Freie Wähler); er kandidierte nicht mehr.

### Wappen
| Wappen der Stadt Altötting | Blasonierung: „In Gold auf silbernem Sockel stehend eine golden gekrönte und silbern nimbierte Madonna in rotem Gewand und silbernem, innen blauem Mantel, auf dem rechten Arm das rot gewandete, einen goldenen Apfel haltende, silbern nimbierte Kind; in der Linken ein goldenes Lilienzepter.“ |
| Wappen der Stadt Altötting | Das Wappen wird seit dem 29. August 1845 geführt. |

### Städtepartnerschaften
In der Zusammenarbeit „Shrines of Europe“ ist Altötting seit 1996 mit fünf anderen Marienwallfahrtsorten verbunden; 2017 wurde Einsiedeln als siebtes Mitglied aufgenommen. Diese sind:
| Schweiz    | Einsiedeln (Schweiz)                     |
| Portugal   | Fátima (Portugal)                        |
| Italien    | Loreto (Italien)                         |
| Frankreich | Lourdes (Frankreich)                     |
| Osterreich | Mariazell (Österreich)                   |
| Polen      | Tschenstochau (Polen; poln. Częstochowa) |

Offizielle Städtepartnerschaften bestehen mit Loreto, Fatima/Ourèm und Mariazell.
Am 24. April 2013 gab der Parlamentarische Ausschuss des Europarats bekannt, dass Altötting zusammen mit der ungarischen Stadt Tata für ihre herausragenden Bemühungen um die europäische Integration mit dem Europapreis ausgezeichnet wird.

## Kultur und Sehenswürdigkeiten

### Museen
- Schatzkammer und Goldenes Rössl
- Bruder-Konrad-Museum über Leben und Wirken des Hl. Konrad von Parzham
- Altöttinger Stadtgalerie mit Wechselausstellungen bildender Kunst
- Mechanische Krippe von 1926–1928 mit 130 Figuren
- Dioramenschau Altötting zur Geschichte Altöttings mit über 5000 Figuren
- Jerusalem-Panorama Kreuzigung Christi von 1902–1903, Panorama von Gebhard Fugel in einem eigens erbauten Panoramagebäude, das einzige im Original erhaltene Panorama (Leinwandfläche ca. 1200 m²) mit religiöser Thematik in Europa.[17]
- Weihrauchmuseum

### Bauwerke

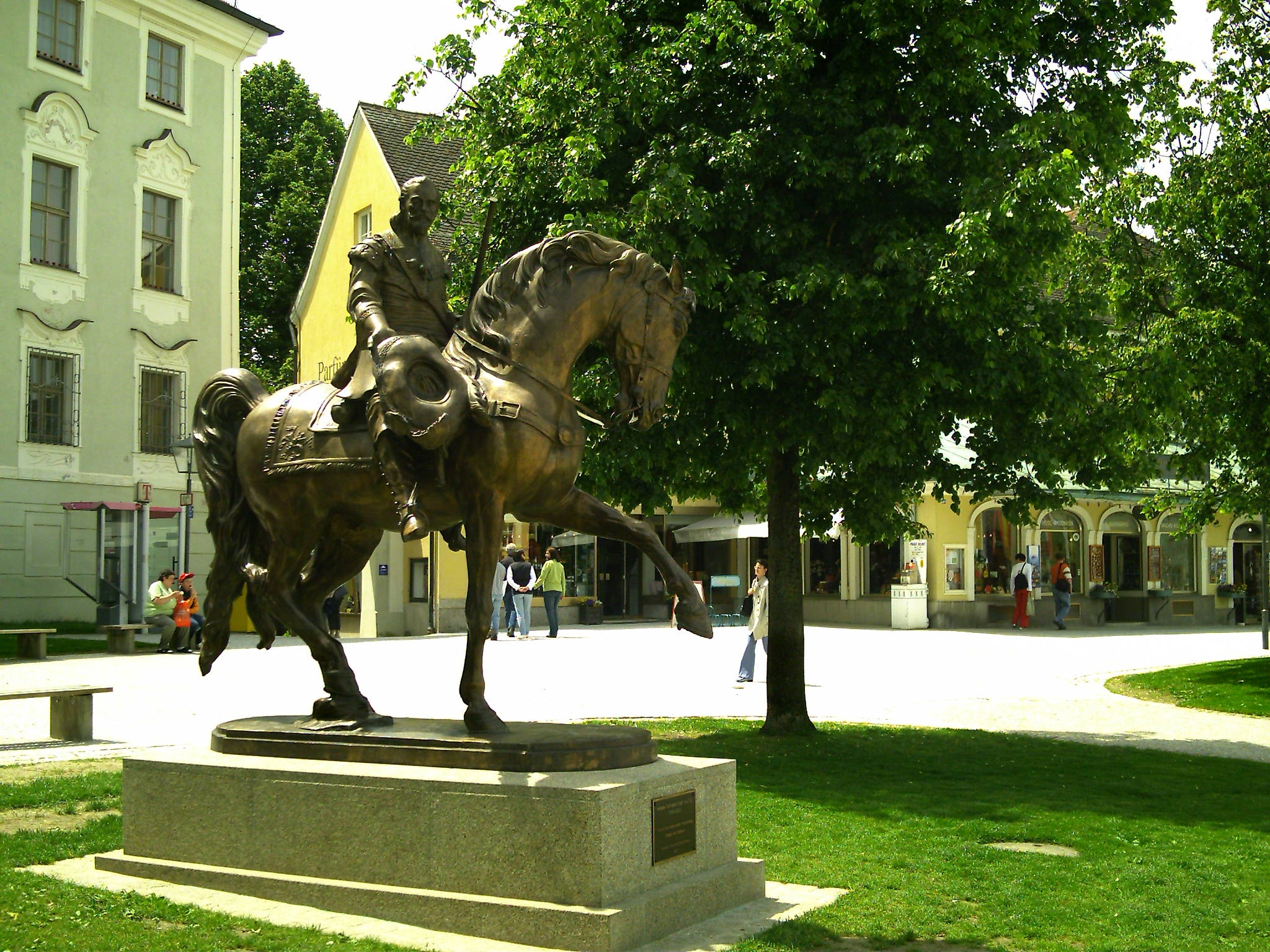
Feldmarschall-Tilly-Denkmal in Altötting

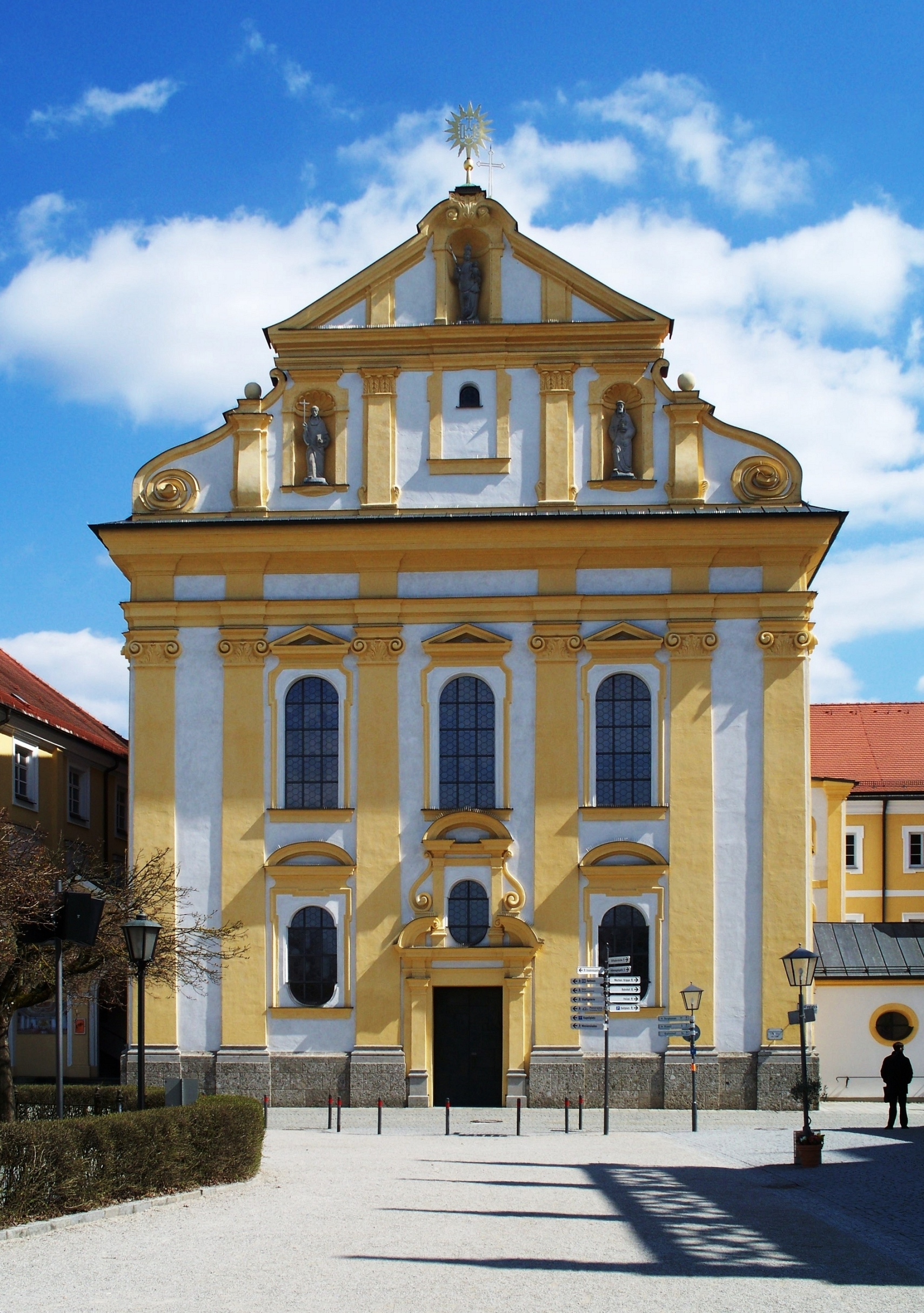
Kapuzinerkirche Sankt Magdalena

- Kapellplatz (achteckige Anlage von Enrico Zuccalli) mit
  - Gnadenkapelle, im Kern von ca. 700, mit Gnadenaltar von 1670 und einem Umgang mit über 2000 Votivbildern. Bestattungsort von Herzen bayerischer Herrscher.
  - Stiftspfarrkirche (gotische Hallenkirche, 1499–1511), fünf Bronzeglocken in den zwei Türmen (a° – cis' – e' – fis' – a')
  - St.-Magdalena-Kirche (barocke Wallfahrtskirche, 1697–1700)
  - Kongregationssaal der Marianischen Männerkongregation (2 Jahre Bauzeit – 1696/1697)
  - Stiftspropstei (13. Jahrhundert, 1683 barockisiert, heute Berufsfachschule für Musik)
  - Alter Chorherrenstock
  - Neuer Chorherrenstock (von Zuccalli)
  - Stiftsdekanei (heute Pfarrhof und Wallfahrtsmuseum)
  - Hotel zur Post (von Zuccalli)
  - Marienbrunnen (von Santino Solari 1635–1637, Stiftung des Erzbischofs Paris Lodron)
- Basilika St. Anna (Bau 1910–1912)
- Kapuzinerkloster Altötting
- Kloster St. Joseph, 1721 von den englischen Fräulein gegründet, 2004 umbenannt in Congregatio Jesu

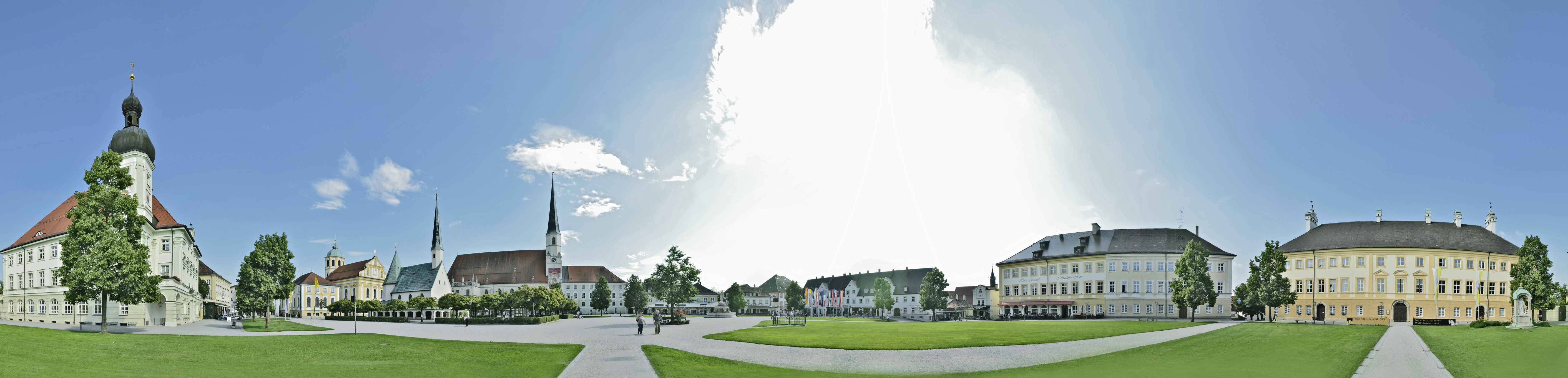
360-Grad-Panorama Kapellplatz

### Weitere Sehenswürdigkeiten
- Tod von Altötting

## Infrastruktur

### Verkehr

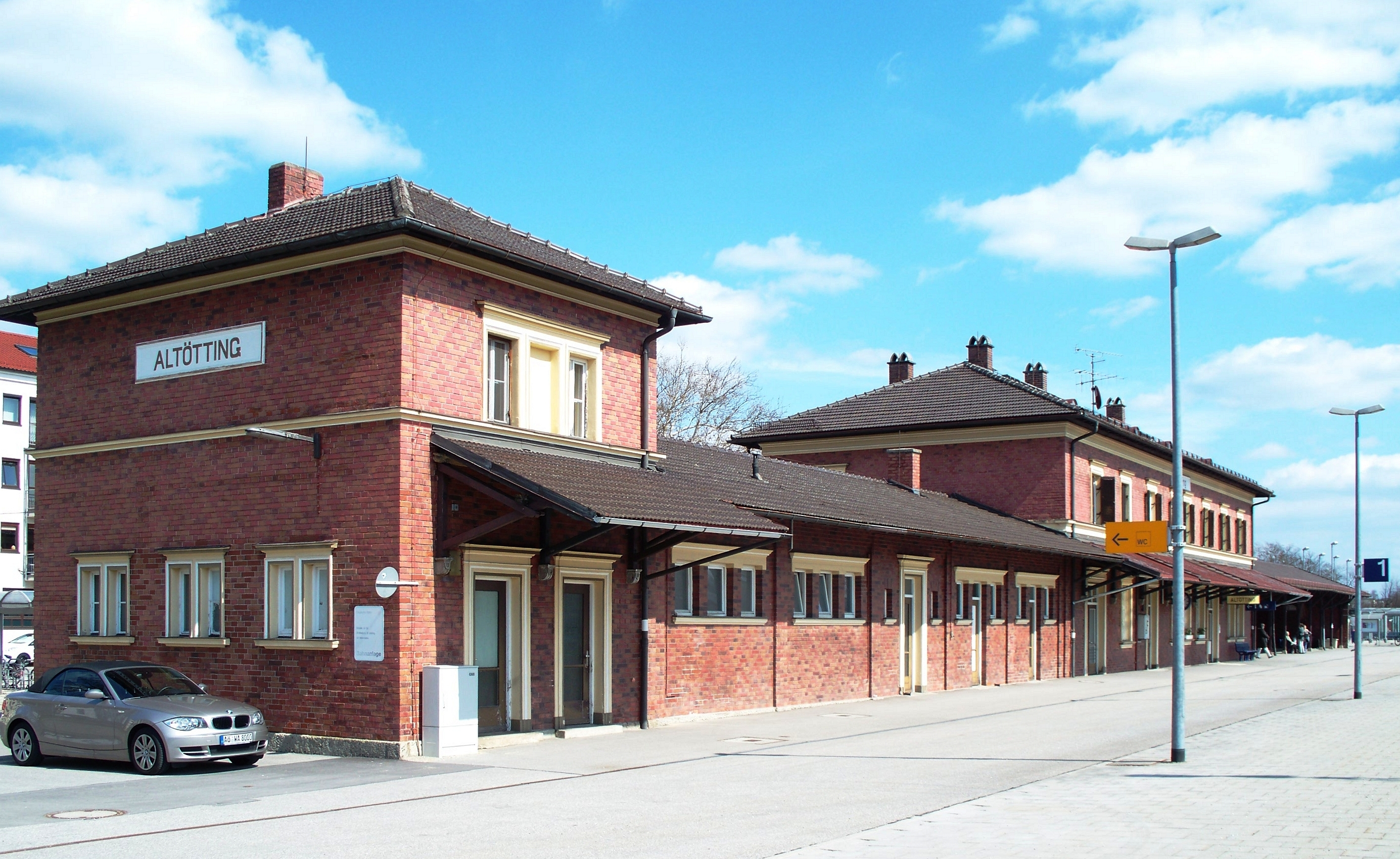
Der Bahnhof von Altötting

Altötting ist über die Autobahnen A 94, Anschlussstelle Nr. 22 (Altötting), oder A 8 München–Salzburg, Anschlussstelle Nr. 109 (Grabenstätt, via B 304 und B 299, Anschlussstelle der A 8 ca. 60 km entfernt), die Bundesstraßen B 299 und indirekt B 588 an das übergeordnete Straßennetz angebunden.
Regionale Straßenverbindungen bieten die Staatsstraßen 2550 (ehem. B 12) von Mühldorf nach Neuötting, 2107 nach Burgkirchen und 2108 über Emmerting nach Burghausen.
Nahe dem Stadtzentrum befindet sich der 1896 eröffnete Bahnhof Altötting der Bahnstrecke Tüßling–Burghausen, betrieben von der Südostbayernbahn. Es verkehren Regionalbahnen der Linie RB 42 im Stundentakt. Von 1906 bis 1930 war die Gemeinde außerdem durch die Dampfstraßenbahn Neuötting–Altötting mit der Nachbarstadt Neuötting und dem Bahnhof Neuötting verbunden, die ihre Endstation in der Neuöttinger Straße nahe am Kapellplatz hatte.
Zudem besitzt Altötting ein Segelfluggelände im Gemeindeteil Osterwies.

### Wasserwirtschaft
Die Gewinnung, Aufbereitung und Verteilung des Trinkwassers wird von der Stadt selbst übernommen. Es erfolgt eine gemeinschaftliche Versorgung der Städte Altötting und Neuötting sowie der Gemeinde Winhöring. Das Trinkwasser wird aus fünf Brunnen gefördert: Drei Brunnen beim Wasserwerk an der Osterwies reichen bis in den 2. Grundwasserleiter des tertiären Grundwasserstroms in 185 bis 207 Metern Tiefe. Zwei weitere Brunnen befinden sich im Staatsforst Altötting und fördern aus dem 1. Grundwasserstock in 62 und 64 Metern Tiefe. Im Wasserwerk Altötting  erfolgt die Aufbereitung des Rohwassers, welche sich hauptsächlich auf die Enteisenung und Entmanganung beschränkt. Dem Wasser werden keine Chemikalien zugefügt. Um Energiekosten zu sparen, läuft die Anlage nur während der Nachtstromzeiten zwischen 22 und 6 Uhr. Nach der Aufbereitung wird das Trinkwasser in das 179 Kilometer lange Leitungsnetz eingespeist (davon 89 Kilometer in Altötting). Bei Graming befindet sich ein Hochbehälter  mit 9.000 m³ Fassungsvermögen, der 1991 in Betrieb ging. Er soll Verbrauchsspitzen abdecken und dient der Druckerhaltung im Netz.
Der Brutto-Verbrauchspreis liegt bei 1,38 Euro je Kubikmeter. Mit einer Gesamthärte von 13,4 °dH liegt das Altöttinger Trinkwasser im Härtebereich „mittel“.
Die Ableitung und Reinigung des anfallenden Abwassers fällt ebenfalls in den Zuständigkeitsbereich der Stadt Altötting. Die 60 Kilometer lange öffentliche Kanalisation befördert das Abwasser zur zentralen Kläranlage Alt-Neuötting . An die Anlage sind ca. 34.000 Einwohner aus Altötting und Neuötting sowie den Gemeinden Kastl, Teising, Winhöring und dem Markt Tüßling angeschlossen. Der Anschlussgrad der Stadt Altötting lag 2016 bei 97,5 %. Die Kläranlage wurde 1977 in Betrieb genommen. Im Jahr werden etwa 3 Mio. m³ Abwasser gereinigt und in den Inn abgegeben. Der anfallende Klärschlamm wird verfault, mit einer Zentrifuge entwässert und anschließend verbrannt. Das bei der Faulung entstehende Klärgas wird mit in einem Blockheizkraftwerk zur Strom- und Wärmeerzeugung verwendet. So kann die Anlage inzwischen etwa die Hälfte ihres Energiebedarfs selbst decken.
In den letzten Jahren stand die Trinkwasserversorgung im Landkreis Altötting im medialen Fokus, da gemäß Analysen des Bayerischen Landesamts für Gesundheit und Lebensmittelsicherheit eine in Teilen kritische Belastung des Trinkwassers mit Perfluoroctansäure (PFOA) und Per- und polyfluorierte Alkylverbindungen (PFAS) festgestellt worden war.

### Bildung
In Altötting gibt es folgende Schulen:
- König-Karlmann-Gymnasium
- Maria-Ward-Gymnasium und Realschule
- Herzog-Ludwig-Realschule
- Private Grund- und Hauptschule Franziskushaus
- Josef-Guggenmos-Grundschulen Nord und Süd
- Weiß-Ferdl-Mittelschule
- Berufs- und Fachoberschule

Berufsschulen:
- Berufsfachschule für Krankenpflege im Bildungszentrum Gesundheit und Pflege der Kreisklinik Altötting
- Berufsfachschule für Musik
- Staatliche Berufsschule

### Vereine und gemeinnützige Organisationen
Größter Verein der Stadt ist der Turnverein TV 1864 Altötting e. V. mit 3200 Mitgliedern. In siebzehn verschiedene Abteilungen gegliedert, bietet der TVA zahlreiche Sportarten an. Historisch wichtige Organisationen mit meist religiösem Bezug, sind beispielsweise das Seraphische Liebeswerk e. V., das 1889 in Altötting gegründet wurde. Es ist inzwischen an sieben Standorten in Bayern karitativ tätig. Ebenso ist das Marienwerk ein wichtiger Bestandteil der Wallfahrt in Altötting. Zur Pflege von Brauchtum und Folklore gibt es in Altötting neben Trachtenverein und zwei Schützenvereinen auch einen König-Ludwig-Verein, der mit dem ehemaligen Landtagsabgeordneten und stellvertretenden Landrat, Stefan Jetz, auch den Bundesvorsitzenden dieser Vereinigung stellt.
Tief in Altötting verwurzelt sind seit Langem auch verschiedene Ordensgemeinschaften, die sich der Seelsorge der Wallfahrer und der Bildung der Bürger gewidmet haben. Darunter befinden sich mit St. Magdalena und St. Konrad (früher St. Anna) seit 1874 zwei Ordensgemeinschaften, die zur Deutschen Ordensprovinz des Kapuzinerordens gehören. Auch das Archiv der Deutschen Kapuzinerprovinz und die Berufungspastoral haben hier seit einigen Jahren ihren Sitz. In der Geschichte Altöttings waren in St. Magdalena neben den Kapuzinern auch schon Jesuiten (ab 1596), Malteser (ab 1721) und Redemptoristen (ab 1847) mit der Seelsorge der Wallfahrer beschäftigt. Neben den beiden Konventen des Männerordens gibt es in Altötting auch die beiden Frauenorden der Schwestern vom Heiligen Kreuz (bekannt als Kreszentiaheim) sowie im Kloster St. Joseph (bekannt als Institut der Englischen Fräulein) heute den Frauenorden der Congregatio Jesu. Dort befindet sich auch seit 1823 eine höhere Bildungseinrichtung für Mädchen, aus der das Maria-Mard-Gymnasium hervorging, in dem mittlerweile auch Jungen unterrichtet werden.

## Auszeichnungen
- Europadiplom am 28. September 2000
- Ehrenfahne am 28. September 2001
- Ehrenplakette am 19. September 2003
- Europapreis am 24. April 2013[27]
- Bahnhof des Jahres 2020.[28]

## Persönlichkeiten
- Liste der Ehrenbürger von Altötting

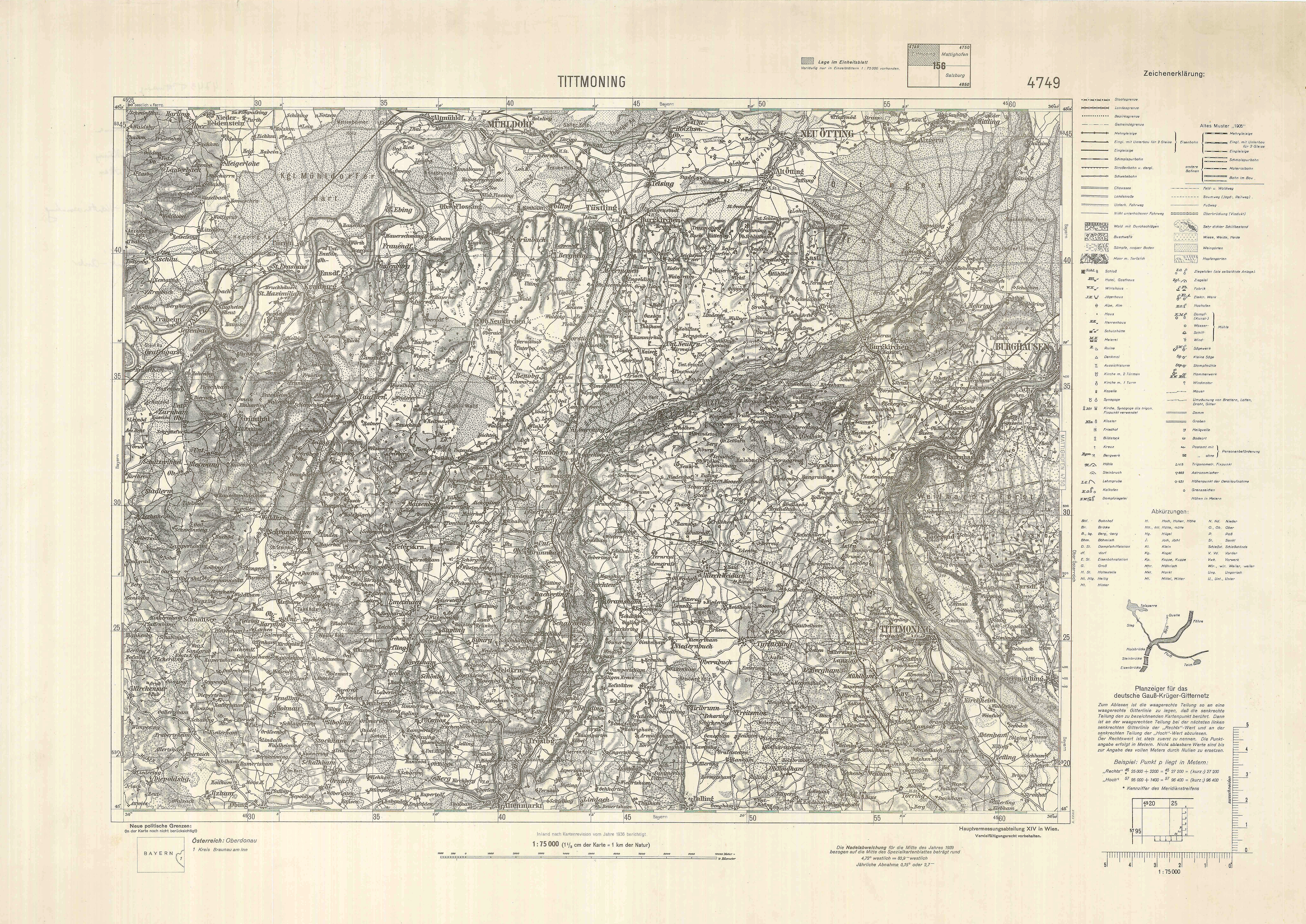
Altötting und Neuötting (oben) in den 1930er Jahren (Aufnahmeblatt der „3. österreichischen Landesaufnahme“)

- Liste von Persönlichkeiten der Stadt Altötting

## Trivia
Den Papstbesuch von 1980 in Oideding bearbeitet der bayerische Kabarettist Georg Ringsgwandl satirisch in seinem Lied Papst gsehng, veröffentlicht auf seinem Debütalbum Das Letzte (1986).